# Strandkweek
Zeekweek of strandkweek is een plantensoort uit de grassenfamilie (Poaceae).

## Determinatie
Zeekweek is een vaste, kruidachtige plant. Ze bereikt een hoogte van 30–120 cm en vormt wortelstokken. De grijsblauwe, 2,5–10 mm brede bladeren zijn sterk geribd. De deels driehoekige, deels afgeplatte ribben zitten dicht tegen elkaar. Op de ribben en aan de rand zitten stekeltjes. De bladscheden van de middelste en onderste bladeren hebben aan een zijde aanliggende wimperharen. Het fijn getande tongetje is 0,7 mm lang.
Zeekweek bloeit van juni tot in augustus. De bloemen zijn tweeslachtig.  De rechtopstaande bloeiwijze is vaak dicht en wittig aangelopen. De lengte van de aren is 7–25 cm. De aaras is niet breekbaar. De zittende, 1–2 cm lange aartjes, bestaan uit drie tot tien bloemen en vallen bij rijpheid uit de bloeiwijze. De spitse, 13 mm lange kelkkafjes hebben vier tot zeven nerven. Het onderste, stomp of stekelpuntig kroonkafje is 14 mm lang en het bovenste, stomp of stekelpuntig en 8,5 mm. De helmknoppen zijn 5–7 mm lang. De stijl heeft twee stempels.
De vrucht is een 13 mm lange graanvrucht. Het aantal chromosomen 2n = 56.

### Gelijkende taxa
Zeekweek lijkt erg veel op kweek. Zeekweek heeft echter één rij haren die als een wimper aan één zijde op de bladschederand vastzit; dit kan men met een loep zien bij relatief jonge, verse bladscheden.

## Ecologie
Zeekweek is een pioniersoort die voorkomt op zonnige, open plaatsen op droge tot vaak vochtige, mesotrofe tot eutrofe, zoete tot vrij zilte, stuivende, omgewerkte of stenige grond. Typische standplaatsen zeedijken, kwelders, langs waterkanten van brakke kreken, in zeeduinen en bermen. 

### Syntaxonomie
In de syntaxonomie staat zeekweek te boek als kensoort voor de strandkweek-associatie (Atriplici-Elytrigietum pungentis), een plantengemeenschap van buitendijkse, hoge schorren.

## Verspreiding
Het verspreidingsgebied van zeekweek strekt zich uit over de Zuid- en West-Europese kusten, noordelijk tot aan de Deense zuidwestkust. Mogelijk komt het ook voor aan rivieroevers in de Alpen. 
In Nederland is het een algemene soort langs de kust, in Zeeland en plaatselijk langs het IJsselmeer. Elders komt het soms voor via aanvoer van duinzand. De soort staat op de Nederlandse Rode Lijst als algemeen voorkomend en stabiel of toegenomen. In België is het algemeen langs de kust en zeldzaam in het binnenland (vooral langs rivieren).

## Fotogalerij

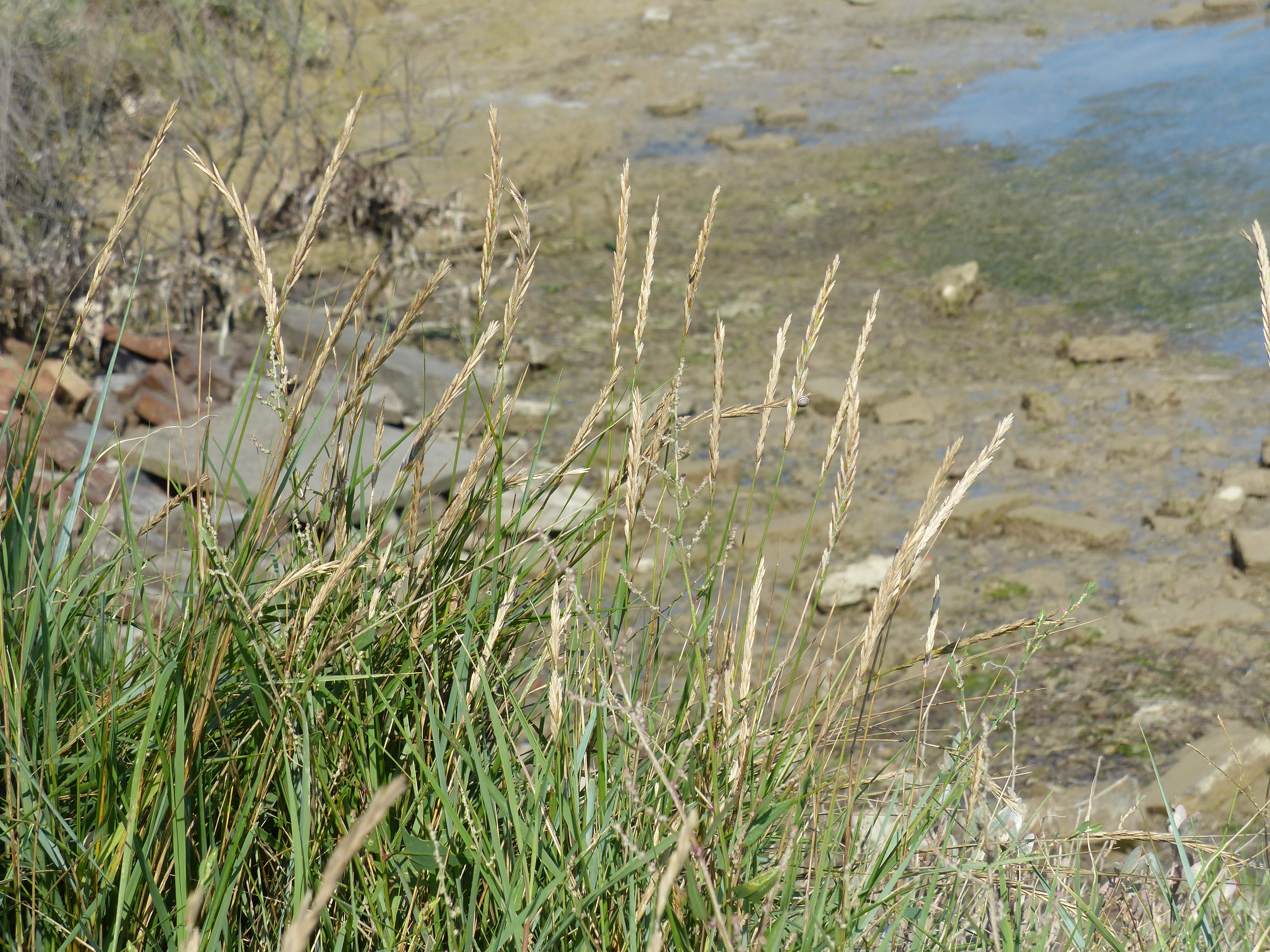
Planten
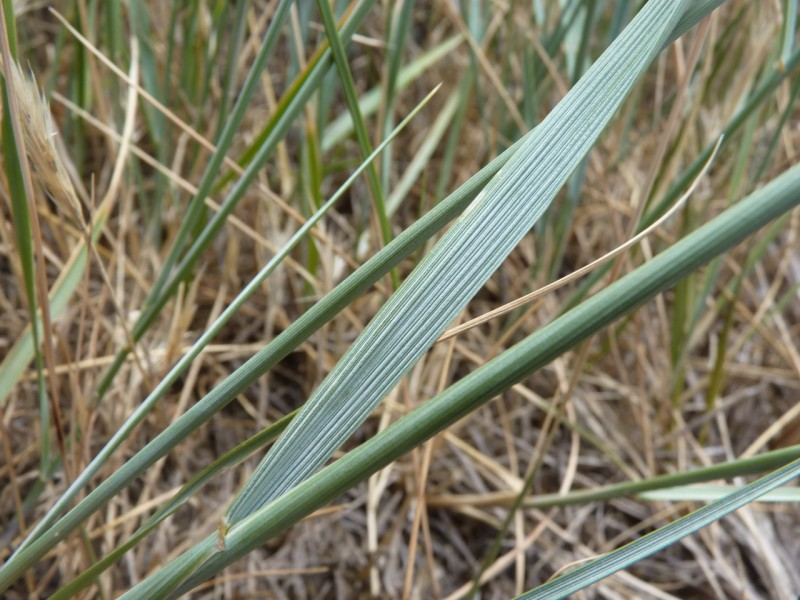
Blad
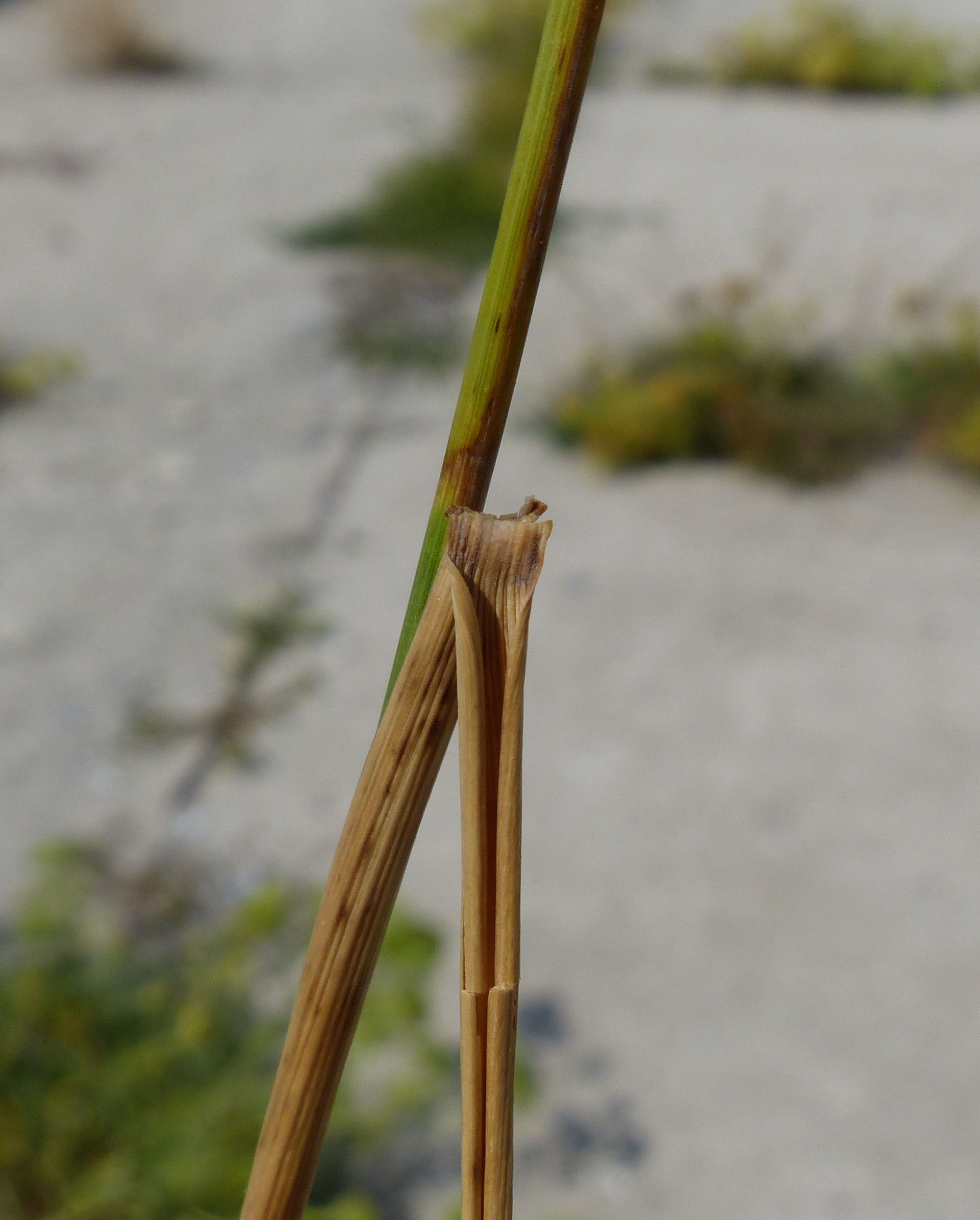
Tongetje
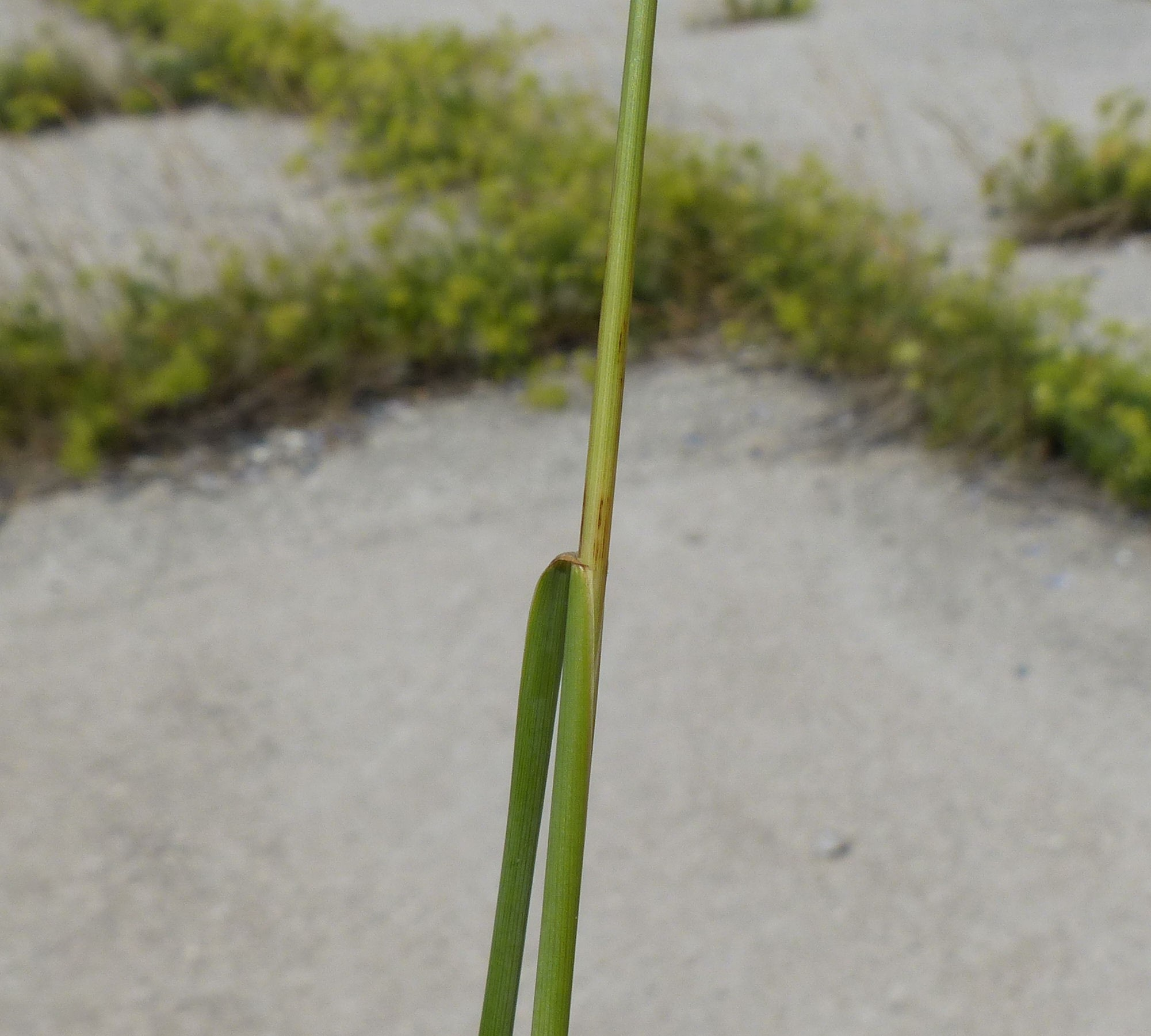
Bladschede
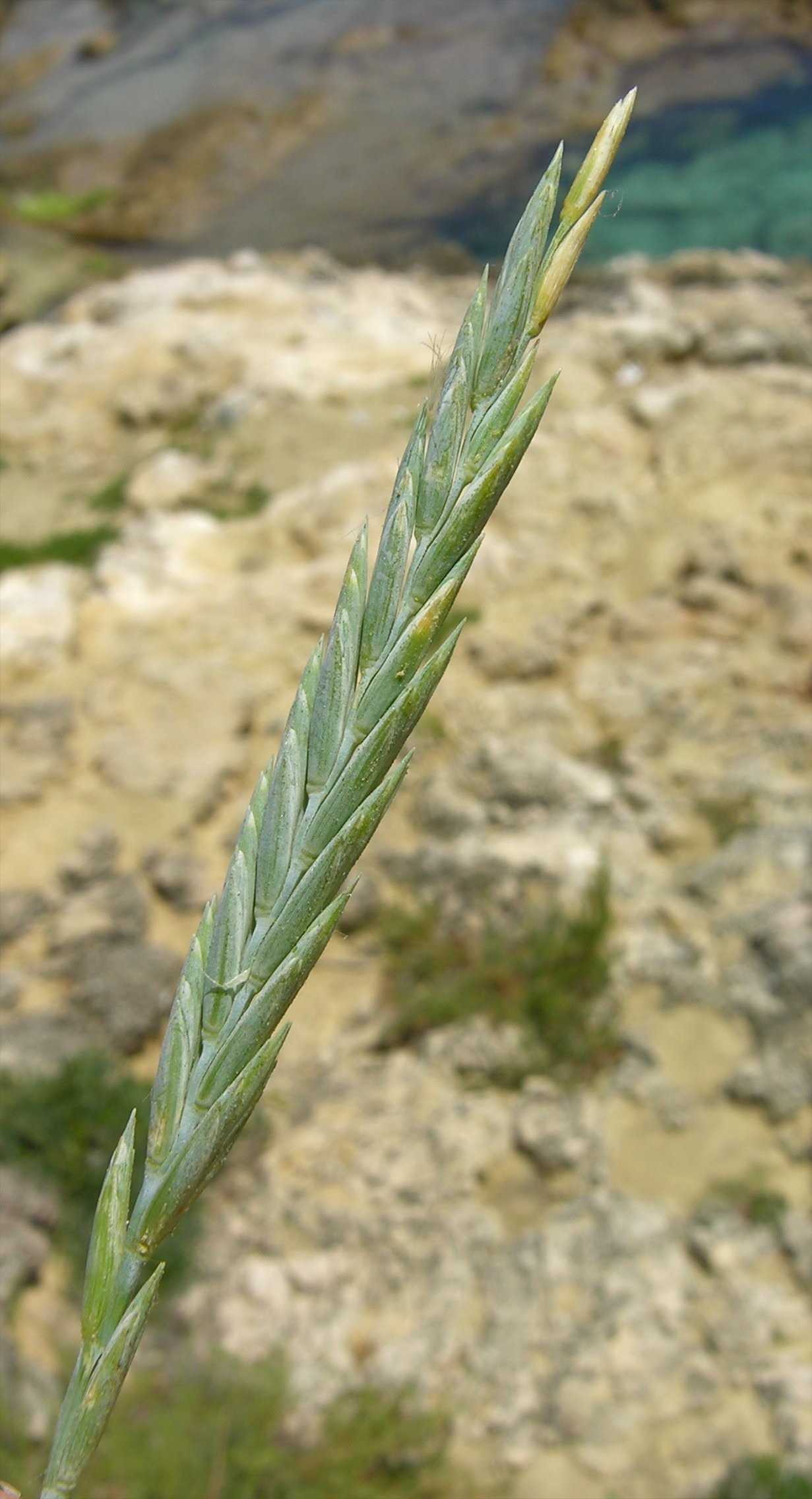
Bloeiwijze
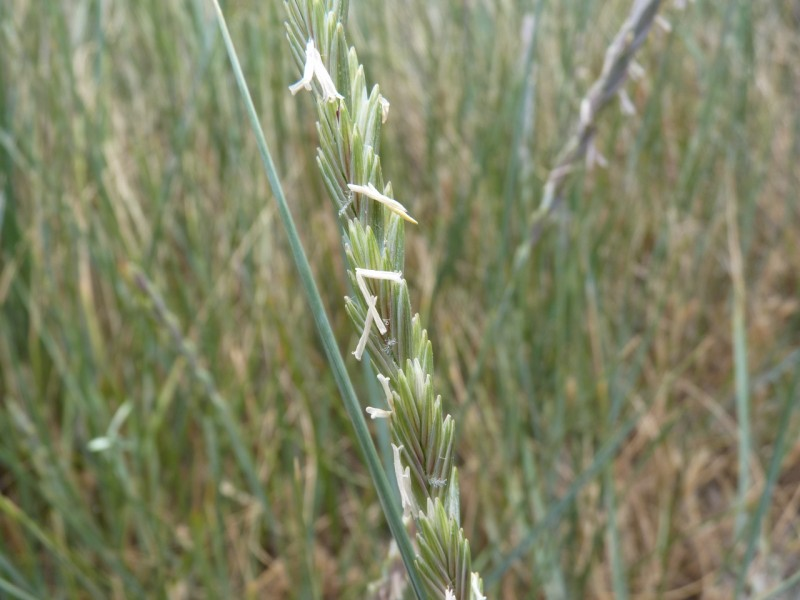
Bloeiwijze
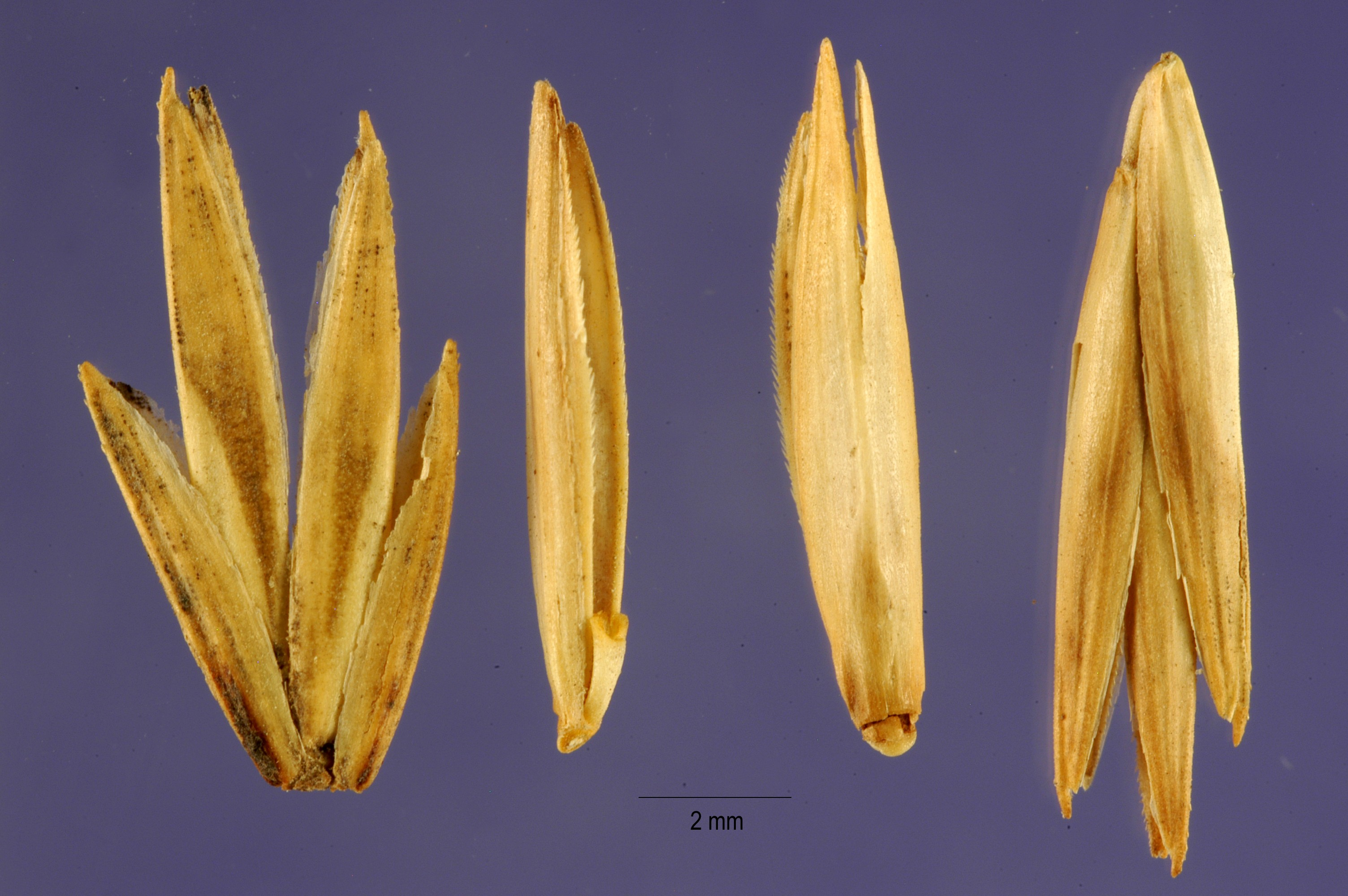
Vruchten
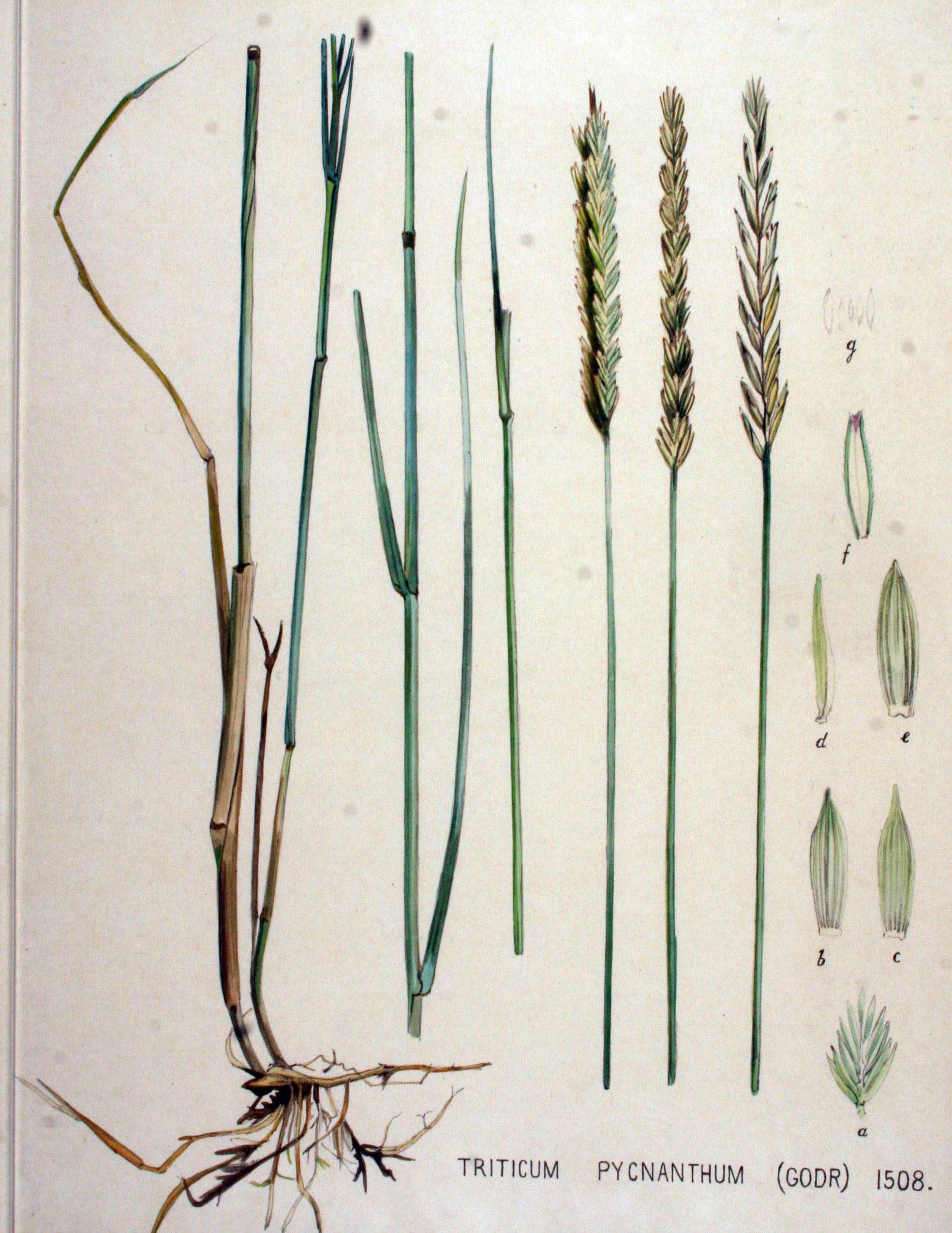
Flora Batava